# Теория возмущений
Теория возмущений — метод приближённого решения задач прикладной математики и теоретической физики, применимый в том случае, когда в задаче присутствует малый параметр, причём в пренебрежении этим параметром задача имеет точное решение.
Величины, рассчитанные по теории возмущений, имеют вид ряда
{\displaystyle A=A^{(0)}+\varepsilon A^{(1)}+\varepsilon ^{2}A^{(2)}+...}
где {\displaystyle A^{(0)}} — решение невозмущённой задачи, {\displaystyle \varepsilon } — малый параметр.
Коэффициенты {\displaystyle A^{(n)}} находятся путём последовательных приближений, то есть {\displaystyle A^{(n)}} выражается через {\displaystyle A^{(0)},...,A^{(n-1)}}.
Применяется в небесной механике, квантовой механике, квантовой теории поля и т. д.
Метод теории возмущений основан на теореме о (непрерывной и дифференцируемой) зависимости решений обыкновенных дифференциальных уравнений от параметров.

## В небесной механике
Исторически, первой дисциплиной, в которой была разработана теория возмущений, была небесная механика. Задача нахождения движения планет Солнечной системы есть задача {\displaystyle N} тел, которая, в отличие от задачи двух тел, не имеет точного аналитического решения. Её решение, однако, облегчается тем, что ввиду малой массы планет, притяжение планет  друг к другу намного слабее, чем притяжение их Солнцем. В пренебрежении массами планет задача сводится к {\displaystyle N-1} независимым задачам двух тел, которые решаются точно; каждая планета движется в поле тяготения Солнца по эллиптической орбите согласно законам Кеплера. Это есть решение невозмущённой задачи, или нулевое приближение. Силы, действующие со стороны других планет, приводят к искажению, или возмущению этих эллиптических орбит. Для вычисления траектории планеты с учётом возмущения применяется следующий метод.
Положение планеты в пространстве и её скорость можно задать при помощи шести величин (по числу степеней свободы): большая полуось и эксцентриситет орбиты, наклонение орбиты её к плоскости эклиптики, долгота восходящего узла, аргумент перицентра и момент прохождения через перигелий. Эти величины (обозначим их для простоты {\displaystyle a_{i}}) выгодно отличаются от декартовых координат и компонент скорости тем, что для невозмущённого движения они постоянны:
{\displaystyle a_{i}(t)=a_{i}^{(0)}={\rm {const}},}
поэтому уравнения движения планеты, записанные через них, содержат малый параметр в правой части:
{\displaystyle {\frac {da_{i}}{dt}}=\varepsilon f_{i}(a_{1},a_{2},...a_{6},t)\qquad \qquad (*)}
Ввиду этого, решать уравнения движения удобно методом последовательных приближений. В первом приближении подставим в правую часть решения невозмущённого уравнения,
и найдём:
{\displaystyle a_{i}(t)=a_{i}^{(0)}+\varepsilon a_{i}^{(1)}(t)=a_{i}^{(0)}+\varepsilon \int _{0}^{t}f_{i}(a_{i}^{(0)},\tau )d\tau .}
Для нахождения второго приближения подставляем найденное решение в правую часть (*) и решаем получившиеся уравнения и т. д.

## В квантовой механике
Теория возмущений в квантовой механике применяется в том случае, когда гамильтониан системы можно представить в виде
{\displaystyle H=H^{(0)}+V}
где {\displaystyle H^{(0)}} — невозмущённый гамильтониан (причём решение соответствующего уравнения Шрёдингера известно точно), а {\displaystyle V} — малая добавка (возмущение).

### Стационарная теория возмущений
Задача состоит в нахождении собственных функций гамильтониана (стационарных состояний) и соответствующих уровней энергии. Будем искать решения уравнения Шрёдингера для нашей системы
{\displaystyle H|\psi _{n}\rangle =E_{n}|\psi _{n}\rangle \qquad \qquad (**)}
в виде разложения в ряд
{\displaystyle \psi _{n}=\psi _{n}^{(0)}+\psi _{n}^{(1)}+\psi _{n}^{(2)}+...}
{\displaystyle E_{n}=E_{n}^{(0)}+E_{n}^{(1)}+E_{n}^{(2)}+...\qquad \qquad (***)}
где {\displaystyle \psi _{n}^{(0)}} и {\displaystyle E_{n}^{(0)}} — волновые функции и энергетические уровни невозмущённой задачи
{\displaystyle H^{(0)}|\psi _{n}^{(0)}\rangle =E_{n}^{(0)}|\psi _{n}^{(0)}\rangle ,}
а число {\displaystyle n} нумерует энергетические уровни.
Подставляя (***) в (**), с точностью до членов первого порядка по возмущению получим
{\displaystyle (V-E_{n}^{(1)})|\psi _{n}^{(0)}\rangle =(E_{n}^{(0)}-H^{(0)})|\psi _{n}^{(1)}\rangle }
Домножая слева на {\displaystyle \psi _{m}^{(0)}}, и учитывая, что {\displaystyle \psi _{m}^{(0)}} — (ортонормированные) собственные функции невозмущённого гамильтониана, получаем
{\displaystyle E_{n}^{(1)}=V_{nn}}
{\displaystyle \psi _{n}^{(1)}=\sum _{m\neq n}{\frac {V_{mn}}{E_{n}^{(0)}-E_{m}^{(0)}}}\psi _{m}^{(0)},}
где {\displaystyle V_{mn}\equiv \langle \psi _{m}^{(0)}|V|\psi _{n}^{(0)}\rangle } — матричные элементы возмущения.
Вышеизложенная процедура работает, если невозмущённый уровень {\displaystyle E_{n}^{(0)}} невырожден. В противном случае для нахождения поправок первого порядка необходимо решать секулярное уравнение.
Аналогичным образом находятся поправки следующих порядков, хотя формулы сильно усложняются.

## В квантовой теории поля
Большинство вычислений в квантовой теории поля, в частности, в квантовой электродинамике (КЭД), также делаются в рамках теории возмущений. Невозмущённым решением являются свободные поля, а малым параметром — константа взаимодействия (в электродинамике — постоянная тонкой структуры {\displaystyle \alpha \approx 1/137}). Для представления членов ряда теории возмущений в наглядной форме используются диаграммы Фейнмана.
В наше время многие вычисления в КЭД не ограничиваются первым или вторым порядком теории возмущений. Так, аномальный магнитный момент электрона в настоящее время (2015) вычислен до 5-го порядка по {\displaystyle \alpha }.
Тем не менее, существует теорема о том, что ряд теории возмущений в КЭД является не сходящимся, а лишь асимптотическим. Это означает, что, начиная с некоторого (на практике — очень большого) порядка теории возмущений согласие между приближённым и точным решением будет уже не улучшаться, а ухудшаться.

## Примеры неприменимости теории возмущений
Несмотря на свою кажущуюся универсальность, метод теории возмущений не срабатывает в определённом классе задач. Примерами могут являться инстантонные эффекты в ряде задач квантовой механики и квантовой теории поля. Инстантонные вклады обладают существенными особенностями в точке разложения. Типичный пример инстантонного вклада имеет вид:
{\displaystyle T_{inst}=A\exp(-1/g)}, где {\displaystyle g} — малый параметр.
Эта функция является неаналитичной в точке {\displaystyle g=0}, а потому не может быть разложена в ряд Маклорена по {\displaystyle g}.